# Batteur d'or
Pour les articles homonymes, voir Batteur (homonymie).

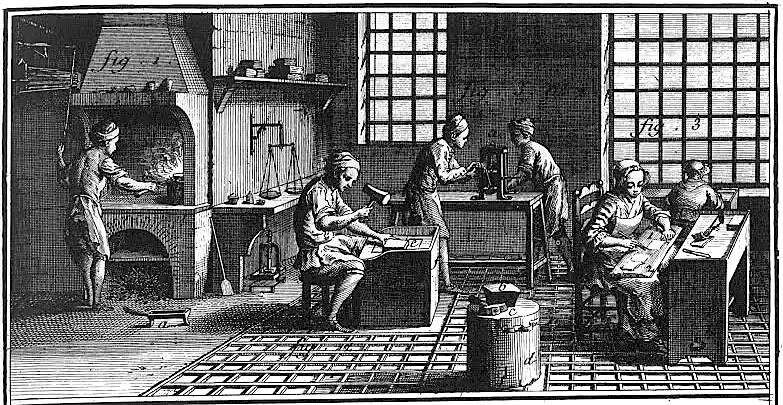
Atelier de batteur d’or au XVIIIe siècle.

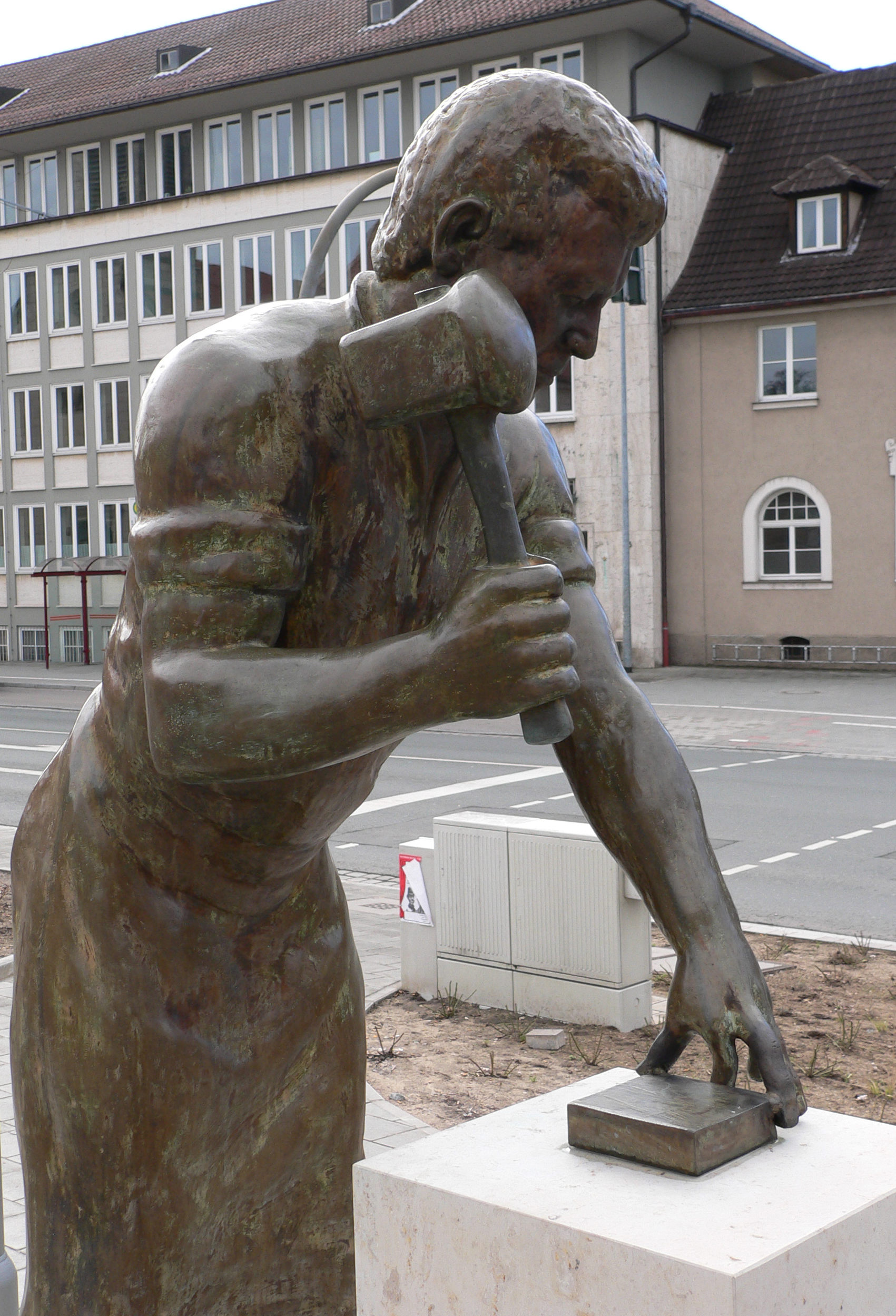
Statue représentant un batteur d’or, à Schwabach, Allemagne

Le batteur d’or est une personne dont le métier est de fabriquer des feuilles d’or très fines, qui serviront à orner des monuments ou des objets. 
L’or battu en feuilles existe depuis longtemps, c’est un matériau noble qui s’est imposé, au fil du temps, pour la décoration de sarcophages, de manuscrits, de meubles, de porcelaines, les stupas des temples Birmans…

En 2011, il n’existe plus qu'une cinquantaine de batteurs d’or dans le monde dont sept en Allemagne, trois en Italie, un en Angleterre, quelques dizaines en Birmanie dans la ville de Mandalay.
La dernière entreprise française, le batteur d'or Dauvet, a fermé ses portes en 2018.
Traditionnellement, le batteur d'or était aussi tireur d'or, c'est-à-dire qu'il fabriquait des fils d'or, et écacheur d'or, lorsqu'il fabriquait des lames d'or.

## Formation
Une difficulté existe : le maintien de cette profession, car il n’existe toujours pas de cursus scolaire pour devenir batteur d’or, le savoir-faire s’acquiert au contact de la matière, aux côtés de professionnels. Le métier s’apprend sur le tas, on se forme au contact de professionnels et par l’héritage du savoir-faire.
Ce métier a été reconnu comme éligible à la distinction de maître d’art.
C’est un métier qui a très peu évolué dans le temps. Même si aujourd’hui quelques machines ont permis de faciliter l’activité, on ne peut pas parler de grandes révolutions dans ce métier. Cependant, il est plus courant de voir des femmes – six à huit femmes pour un homme – du fait de la précision que chaque geste requiert pour transformer un lingot de un kilogramme en milliers de petites feuilles d’une épaisseur d’environ un dixième de micromètre soit 0,000 1 mm.

## Fabrication des feuilles d’or

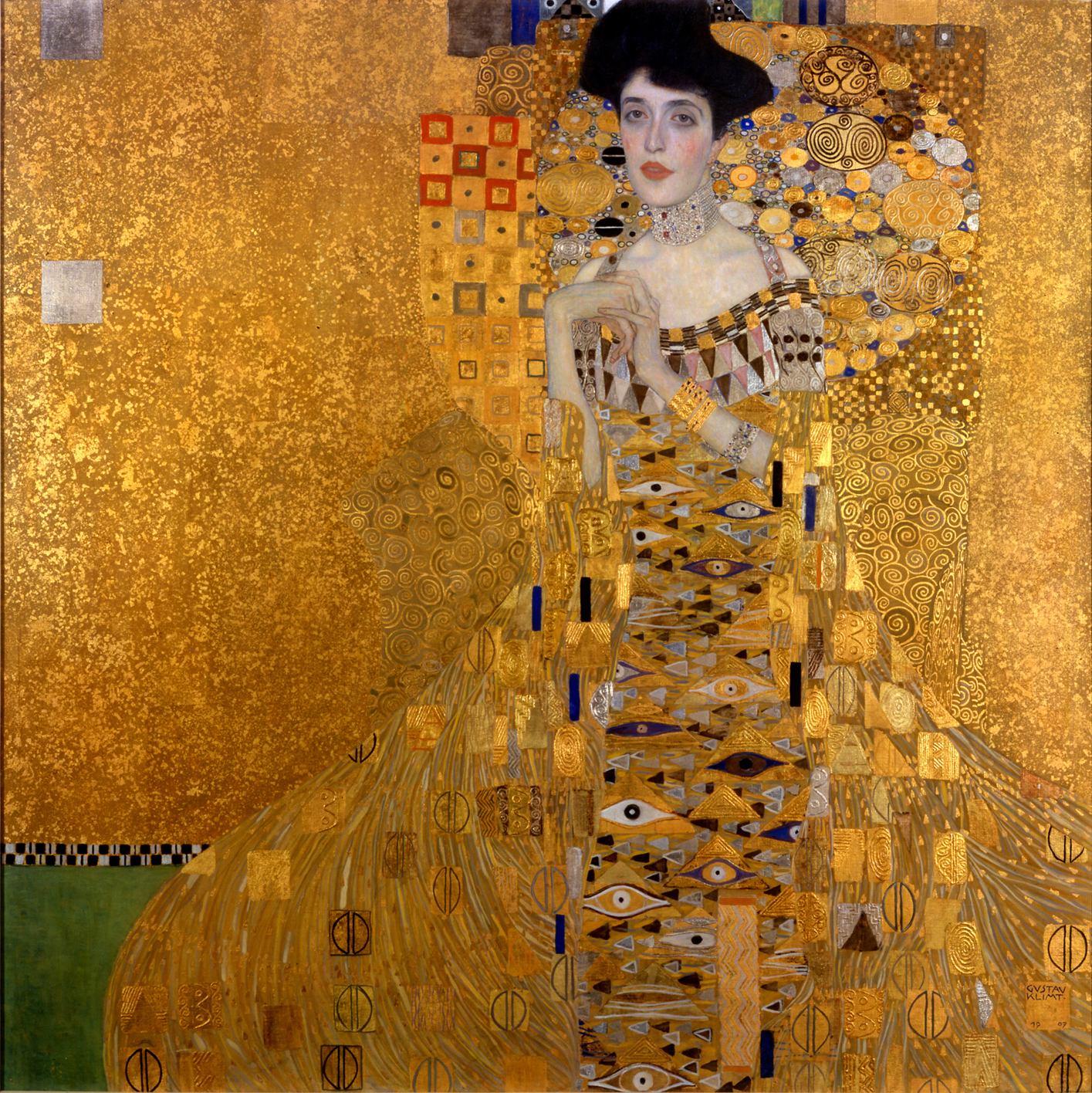
Gustav Klimt, portrait d’Adèle Bloch-Bauer avec inclusion de feuilles d’or.

Plusieurs phases successives décomposent le travail ; au fil des siècles, ces étapes sont restées les mêmes.
- Tout commence par la préparation d’un alliage. Du cuivre et de l’argent sont ajoutés à l’or pur pour le durcir et lui donner la nuances de couleur souhaitée[5]. Seize tons sont ainsi proposés, allant d’un or rougeoyant (avec une plus grande quantité de cuivre) à l’or blanc (une plus grande quantité d’argent).

- Cet alliage est fondu à une température de 1 200 °C afin d’obtenir un petit lingot de dix centimètres de long sur quatre de large et une épaisseur de cinq millimètres. Il est ensuite passé dans un laminoir pour être étiré. L’opération est réalisée plusieurs fois jusqu’à obtenir une bande d’environ 40 mètres de long. Cette bande est découpée et battue par un marteau mécanique, ce qui a pour résultat de l’écraser mais aussi de l’agrandir. À défaut de marteau mécanique, les batteurs utilisaient autrefois trois sortes différentes de marteaux, dits « marteau à chasser », « marteau à commencer » et « marteau à achever »[6]. On réalise plusieurs fois cette opération pour obtenir finalement 9 000 feuilles d’or.

- Ensuite, il faut placer ces feuilles dans des carnets. Avec une grande précision, les ouvrières récupèrent, grâce à de fines pinces en roseau, chaque feuille coupée au millimètre, défroissée par un léger souffle et soigneusement glissée dans son carnet. Cette manipulation engendre de grosses pertes. Mais ces déchets se recyclent puisqu’ils seront refondus pour réaliser de nouvelles feuilles.

Le laminoir, constitué initialement de deux rouleaux d’acier poli, s’appelait aussi un moulin à battre.

## Utilisation des feuilles d’or

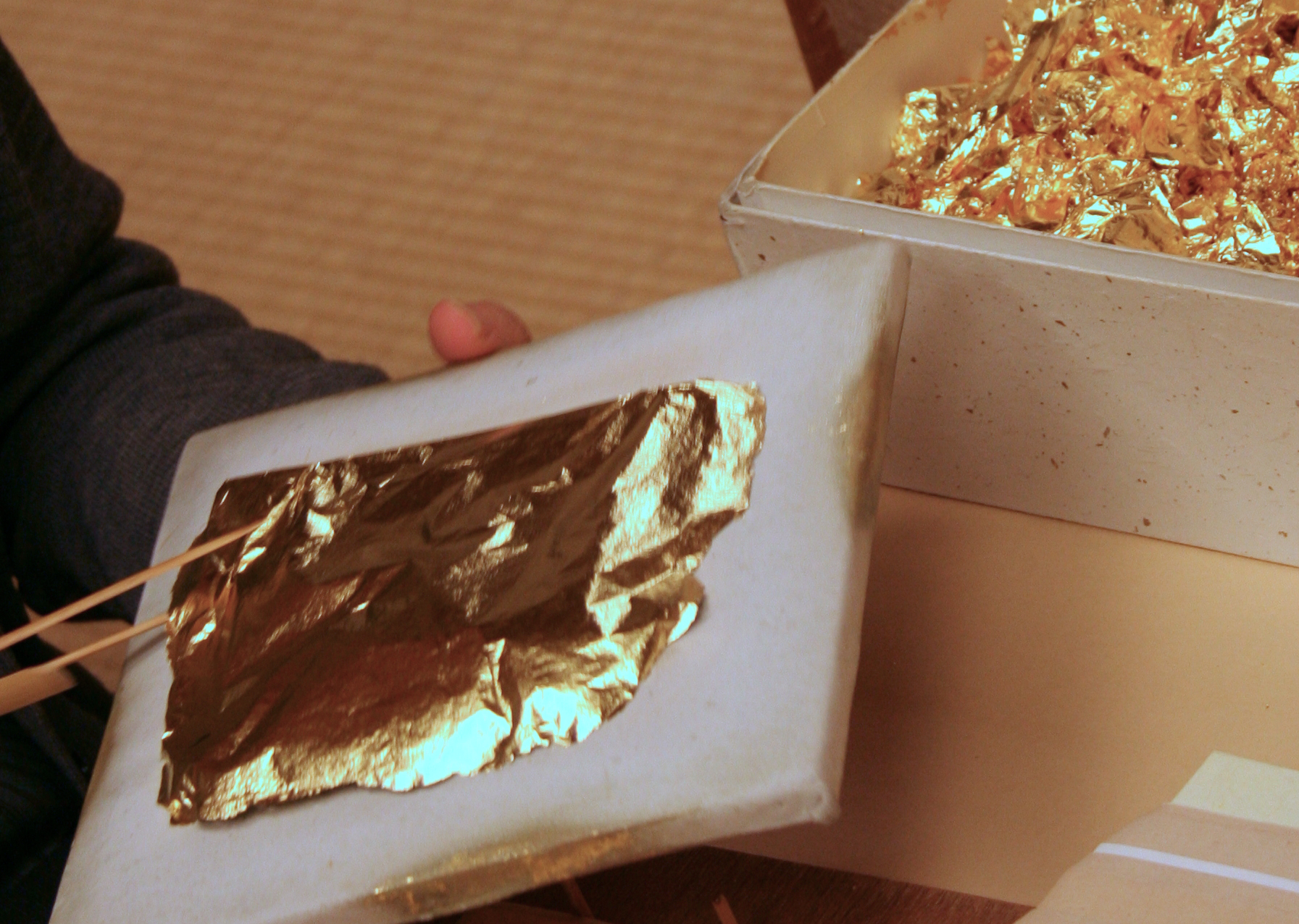
Feuille d’or.

Les feuilles d’or sont principalement utilisées par les doreurs sur bois, les bronziers d’art, les restaurateurs d’œuvres d’art et de monuments historiques, etc. qui utilisent la technique de dorure à la feuille.
De nouveaux débouchés sont apparus dans l’agro-alimentaire, et 25 % des ventes sont à présent réalisées dans ce secteur, particulièrement chez les chocolatiers, les traiteurs ou pour certaines eaux minérales, limonades et alcools de luxe, avec l’utilisation de paillettes d’or en suspension.

### Vidéographie
- Vidéo pédagogique présentant la fabrication des feuilles d'or au Japon
- Vidéo présentant des tapeurs d'or français en 1969 sur le site de l'INA